# Хелас експрес
Хелас експрес (D 334/335) је назив за међународни ноћни воз Железница Србије, Железница Македоније и Грчих железница, који свакодневно саобраћа на релацији Београд, Ниш, Скопље, Солун.
Воз представља главну везу Србије са Грчком и Грчке са Србијом. Истодобно повезује као један од два воза Скопље заједно са севером и југом..
Воз крене из Београда током ноћи и стиже јутро другог дана за Солун. Истог дана у поподне и ноћу се враћа за Србију. Укупна дужина вожње Хелас експреса је 650 км и све то воз пређе за 15,5-16 сати. Лагана вожња је резултат лошег стања на главним путевима у Србији и Македонији.
Воз прелази границе у Табановцима и Ђевђелији. Осим путника превози и кола у једним посебним колима.
Хелас експрес је саобраћао све до 2011. године, када је био једностраном одлуком грчких железница укинут. Поново саобраћа на истој релацији као раније од 2014.
Пре 1992. године воз возио између Атине и Дортмунда.